# Włodzimierz Ambrożewicz
Włodzimierz Ambrożewicz herbu Bajbuza (ur. 14 czerwca?/26 czerwca 1895 w Odessie, zm. wiosną 1940 w Katyniu) – polski lekarz, działacz społeczny, urzędnik ZUS-u i porucznik rezerwy lekarz Wojska Polskiego, ofiara zbrodni katyńskiej.

## Życiorys

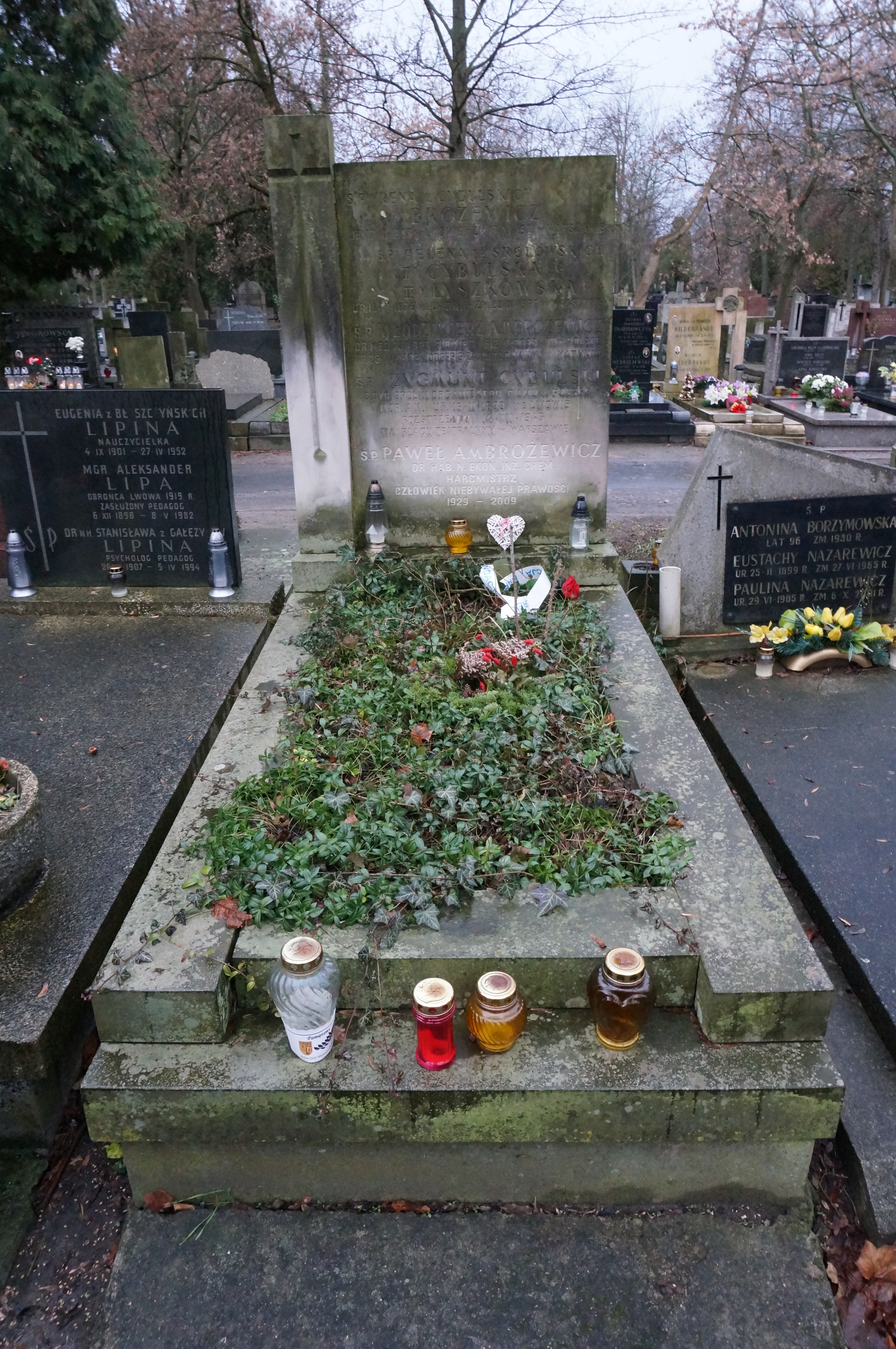
Grób Ambrożewiczów na Cmentarzu Powązkowskim (kwatera 100-5-14)

Urodził się w rodzinie lekarza Piotra Alfonsa (1855–1923) i Kapitoliny z domu Jagodzin. W latach 1920–1929 pełnił służbę jako naczelny lekarz 26 pułku Ułanów Wielkopolskich i 15 pułku Ułanów Poznańskich w Poznaniu. Z dniem 30 czerwca 1928 roku został przeniesiony w stan nieczynny na przeciąg sześciu miesięcy. Z dniem 1 stycznia 1929 roku został powołany ze stanu nieczynnego z równoczesnym przeniesieniem służbowym do 15 puł na stanowisko lekarza. Z dniem 28 lutego 1929 roku został przeniesiony do rezerwy. 27 kwietnia 1929 roku został przeniesiony w rezerwie z kadry oficerów służby zdrowia do 7 batalionu sanitarnego w Poznaniu.
Zorganizował i kierował Zakładem Przyrodoleczniczym Ubezpieczalni Społecznej w Poznaniu. Otrzymał stanowisko inspektora medycznego w centrali Zakładu Ubezpieczeń Społecznych w Warszawie. Mianowany porucznikiem ze starszeństwem z dniem 1 września 1922 roku w korpusie oficerów sanitarnych, grupa lekarzy. W 1934 roku pozostawał w ewidencji Powiatowej Komendy Uzupełnień Poznań Miasto. Posiadał przydział do kadry zapasowej 7 Szpitala Okręgowego w Poznaniu. W 1936 roku otrzymał przydział do 36 pułku piechoty Legii Akademickiej w Warszawie.
W czasie kampanii wrześniowej 1939 roku w nieznanych okolicznościach dostał się do niewoli radzieckiej. Przebywał w obozie jenieckim w Kozielsku. Wiosną 1940 roku został zamordowany przez funkcjonariuszy NKWD w Katyniu i tam pogrzebany w bezimiennej mogile zbiorowej. Od 28 lipca 2000 roku mieści się w tym miejscu oficjalnie Polski Cmentarz Wojenny w Katyniu. W Lesie Katyńskim prowadzone były ekshumacje i prace archeologiczne. W czasie ekshumacji przeprowadzonej w 1943 odnaleziono m.in. jego dowód osobisty, prawo jazdy i 1 list, a zwłoki oznaczono numerem 2433. Figuruje na liście wywózkowej 052/3 z kwietnia 1940. Jego symboliczny grób znajduje się na cmentarzu Powązkowskim w Warszawie (kwatera 100-5-14).

### Życie prywatne
Włodzimierz Ambrożewicz 16 września 1927 roku ożenił się z Ireną Gertrudą Cybulską (1903–1971), z którą miał syna Pawła (1929–2009), ekonomistę i harcmistrza.

## Upamiętnienie
5 października 2007 roku minister obrony narodowej Aleksander Szczygło mianował go pośmiertnie na stopień kapitana. Awans został ogłoszony 9 listopada 2007 roku w Warszawie, w trakcie uroczystości „Katyń Pamiętamy – Uczcijmy Pamięć Bohaterów”.
Jest jednym z 305 lekarzy pochowanych na Polskim Cmentarzu Wojennym w Katyniu i upamiętnia go tabliczka epitafijna nr 26. 

## Ordery i odznaczenia
- Srebrny Krzyż Zasługi[2]
- Krzyż Kampanii Wrześniowej – pośmiertne 1 stycznia 1986